# كوبري دندرة
كوبري دندرة هو جسر المركبات الرئيسي بقنا ويعبر النيل ليربطها بآثار دندرة.